# 리전일
리전일(1991년 1월 22일~)은 조선민주주의인민공화국의 축구 선수로, 포지션은 수비수이다.